# Zende
Zende (* 1943 in Karadsch/Iran) ist der Künstlername von Mahmoud Zendehroudi (oder Zenderoudi). Er ist ein iranischer Künstler, der seit 1978 in Frankreich lebt. Zende bedeutet lebendig oder Leben auf Persisch.

## Präsentation
Zende, der in Teheran aufgewachsen ist, genoss mit seinen sieben Geschwistern den künstlerischen Einfluss der Mutter. Seine Werke blieben bis 1962 verborgen, bis er an der 2. Biennale von Teheran teilnahm. Zende stellte dann 1966 in der Teheran Gallery aus, zuletzt 1970 an der Internationalen Ausstellung Teheran. Zehn Jahre lang war er als Journalist im Radio und Fernsehen im Iran tätig.
1978 verließ Zende seine Heimat und zog mit seiner Familie nach Frankreich, um sich vollständig der Ausübung seiner Kunst zu widmen. Als Autodidakt entdeckte Zende neue Techniken, den Einsatz von Relief sowie die eigene Herstellung von Papier. Dies ist für ihn der Eintritt in die Kollagekunst und seine Kreativität erlaubt ihm, diverse Materialien zu vereinen, sogar Skulpturen aus Papier zu schaffen.
Als Erfinder seiner eigenen Stilrichtung inspiriert sich Zende durch seine eigene Kultur, die durch sein Exil noch lebendiger ist: Er erzählt Geschichten aus Persien. Zende nutzt die Kalligraphie nur als stilistisches Element, befreit von den säkularen „Regeln“ dieser Kunst: der Buchstabe wird ein Strich und Worte werden Symbole, um dem Betrachter die Deutung zu überlassen. Oft schmückt er seine Werke mit Zitaten aus der persischen Literatur oder -wie altchinesische Meister- mit eigenen Gedichten: ein wahrer Poet.

## Ausstellungen

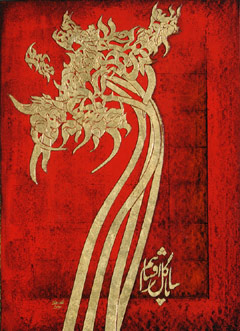

- 1966 Tehran Gallery, Téhéran, Iran
- 1988 Decor Gallery, Rockville, MD, USA
- 1989 Zygos Gallery, Washington DC, USA
- 1990 Galerie Laroche, Dijon, France (& 1992, 1995, 1997)
- 1992 Kulturhaus, Bonn, Deutschland
- 1992 Arcana, Art Vivant, Montpellier, Frankreich (& 1994)
- 1993 Musée Dép. Saint Germain, Pézenas, Frankreich
- 1994 Galerie de l'Ecusson, Montpellier, Frankreich (& 1996, 1997)
- 1994 Galerie du Ministère, Rabat, Marokko
- 1995 Galerie Boudet, Toulouse, Frankreich
- 1995 Galerie Arts et Vie, Belfort, Frankreich (& 1997)
- 1995 Musée Fleury, Lodève, Frankreich
- 1996 Espace Molière, Agde, Frankreich (& 1997)
- 1996 Montpellier-Haus, Heidelberg, Deutschland
- 1996 Galerie Ror Volmar, Paris, Frankreich
- 1997 Galerie, Frankfurt, Deutschland
- 1997 Palais des Rois de Majorque, Perpignan, Frankreich
- 1999 Château de Lavérune, Hérault, Frankreich
- 1999 Galerie François 1er, Aubigny-sur-Nère, Frankreich
- 1999 Galerie Saint Ravy, Montpellier, Frankreich
- 2000 Centre André Malraux, Castelnau-le-Lez, Frankreich
- 2002 Galerie Artimus, Paris, Frankreich
- 2004 Centre Culturel, Conseil Régional Midi-Pyrénées, Frankreich
- 2004 Columbia University, New-York, NY, USA
- 2004 Galerie Nader & Nader, New-York, NY, USA
- 2004 Galerie d’Art Arabesque, Loches, Frankreich (& 2008)
- 2005 Galerie Lesage, Montpellier, Frankreich
- 2005 Galerie Hôtel Epi Plage, Saint Tropez, Frankreich
- 2007 Ateliers Labelvie, Marseille, Frankreich
- 2007 Galerie A7, Auvillar, Frankreich
- 2007 Artec, Montpellier, Frankreich
- 2007 Galerie Linda Farrell, Paris, Frankreich
- 2007 Galerie Goethestrasse, Frankfurt, Deutschland
- 2008 Galerie d’Art, Castelsarrasin, Frankreich
- 2008 Galerie du Palais Oriental, Montreux, Schweiz

## Gruppenausstellungen
- 1962 2ème Biennale de Téhéran
- 1970 Exposition Internationale, Téhéran, IRAN
- 1988 West Annapolis Gallery, MD, USA
- 1988 Zygos Gallery, Washington DC, USA (& 1989)
- 1990 Strathmore Hall Arts Center, Rockville, MD, USA
- 1991 Musée de Bédarieux, Frankreich
- 1991 Avicenna University, Vienna, VA, USA (& 1992)
- 1992 Galerie Pablo, Karlstadt, Deutschland
- 1992 Musée d’Art Contemporain, Lavérune, Frankreich
- 1992 Galerie de la Place Beauvau, Paris, Frankreich (& 1993)
- 1998 Conseil Général des Pyrénées Atlantiques, Cultures d’Automne, Frankreich
- 2000 Musée du Collage, Sergines, Frankreich
- 2000 Centre Artistique, Verderonne, Frankreich
- 2001 „French May“, Hong-Kong
- 2001 Euroart, Barcelona, Spanien
- 2002 Galerie Mojavari, Köln, Deutschland
- 2003 Corum, Montpellier, Frankreich
- 2004 Festival Transméditerranéen, Sainte Tulle, Frankreich
- 2005 S’Mart, Martigues, Frankreich
- 2005 Galerie Le Caméléon, Antibes, Frankreich
- 2007 Corum, Montpellier, Frankreich

## Dauerausstellungen
- Le Coriandre, Montpellier, Frankreich
- C.A.T.S. Software, Darmstadt, Deutschland
- Galerie Le Caméléon, Antibes, Frankreich
- Galerie du Palais Oriental, Montreux, Schweiz
- Atelier Zende, Le Crès, Frankreich

## Bücher
- Rubayat, von Omar Khayam, Hülle von Zende, la bibliothèque du lion-Verlag, 2001
- La mort abeille, von Salah Stétié, mit drei Originalwerke von Zende, éditions Fata Morgana, 2002
- Le Bruit des pas de l'eau, von Sohrab Sépéri und Mahmoud Zende, mit drei Originalwerke von Zende, la bibliothèque du lion-Verlag, 2005